# Rdadna Oulad Malek
Rdadna Oulad Malek (àrab: الرداندة أولاد مالك, ar-Rdādna Ūlād Mālik) és una comuna rural de la província de Benslimane de la regió de Casablanca-Settat. Segons el cens de 2014 tenia una població total de 4.561 persones.